# Павана мавра (фильм-балет, 1985)
«Пава́на ма́вра» и «Га́млет» —  телевизионный балет, состоящий из двух одноактных мини-балетов, поставленных Никитой Долгушиным в 1985 и в 1971 гг. Хореографические фантазии на темы трагедий Уильяма Шекспира «Отелло» и «Гамлет».

## «Павана мавра»
Хореографическая миниатюра на тему трагедии Уильяма Шекспира «Отелло». Музыка Генри Пёрселла, хореография Хосе Лимона (1949, использовалась в СССР с нарушением авторских прав американского хореографа). Никита Долгушин был первым советским постановщиком этого балета и первым исполнителем партии Отелло.
В ролях:
- Никита Долгушин — Мавр
- Елена Евтеева — Жена Мавра
- Марат Даукаев — Друг Мавра
- Габриэла Комлева — Жена Друга
- Спектакль театра-студии Ленинградской Государственной консерватории им. Н. А. Римского-Корсакова
- Балетмейстер Наталья Рыженко
- Дирижёр Владислав Чернушенко

Производство:
- Костюмы: Чарлз Д. Томлинсон
- Режиссёр: Евгения Попова
- Производство: «Лентелефильм»
- Технические данные: обычный формат, цветное изображение, продолжительность: 26 минут, год выхода: 1985.

## «Гамлет»
Хореографическая фантазия на темы сюжета одноимённой трагедии Уильяма Шекспира. Музыка Петра Ильича Чайковского, либретто и хореография Никиты Долгушина.
Исполнители:
- Никита Долгушин — Гамлет
- В. Долгало — Король
- Я. Кукс — Гертруда
- Д. Церус — Клавдий
- С. Широких — Офелия
- В. Сумароков — Лаэрт
- Симфонический оркестр Московской филармонии
- Дирижёр Геннадий Рождественский

Производство:
- Производство: «Лентелефильм»
- Технические данные: обычный формат, чёрно-белое изображение, продолжительность: 19 минут, год выхода: 1971.